# Меттью Веллс (хокеїст на траві)
Меттью Веллс (англ. Matthew Wells, 2 травня 1978) — австралійський хокеїст на траві.
Олімпійський чемпіон 2004 року, бронзовий призер 2000, 2008 років.
Переможець Ігор Співдружності 2002, 2006 років.
Срібний призер Чемпіонату світу 2002 року.
Переможець Трофею чемпіонів 1999, 2005, 2008 років, срібний призер 2001, 2003, 2007 років, бронзовий призер 1998 року.